# Karel Pešek
Karel Pešek, češki hokejist in nogometaš, * 20. september 1895, Olomouc, Avstro-Ogrska, † 30. september 1970, Praga.
Pešek je za češko (bohemsko) hokejsko reprezentanco nastopil na enem evropskem prvenstvu, na katerem je dosegel zlato medaljo, za češkoslovaško hokejsko reprezentanco pa na enih olimpijskih igrah, kjer je bil dobitnik bronaste medalje, in štirih evropskih prvenstvih, kjer je bil dobitnik po dveh zlatih in srebrnih medalj. Za češkoslovaško hokejsko reprezentanco je nastopil na 44-ih tekmah, na katerih je dosegel en gol.
Bil je tudi nogometaš AC Sparte Praha in član češkoslovaške nogometne reprezentance, s katero je nastopil na poletnih olimpijskih igrah 1920 in 1924.